# Buceș-Vulcan
Buceș-Vulcan – wieś w Rumunii, w okręgu Hunedoara, w gminie Buceș. W 2011 roku liczyła 231 mieszkańców.